# Amalgam Comics
Amalgam Comics foi uma editora temporária criada na década de 1990 para publicar histórias que mesclavam personagens dos universos Marvel e DC Comics, após o crossover Marvel vs DC. Por exemplo, Batman, da DC Comics, e Wolverine, da Marvel foram fundidos no Garra das Trevas..

## Lista de títulos e personagens
No Brasil, apenas Amalgam I foi publicado pela Abril Jovem, na forma de uma mini-série em quatro edições, sendo que cada edição trazia 03 títulos.

### Amalgam Comics Volume I
- Número 01

Capa: Garra das Trevas
Histórias: Garra das Trevas,
LJX - Liga da Justiça X,
Assassinas
- Número 02

Capa: Amazona
Histórias: Supersoldado, Dr. Mistério,
Amazona
- Número 03

Capa: Bruce Wayne, Agente da S.H.I.E.L.D.
Histórias: Bruce Wayne, Agente da S.H.I.E.L.D.
Magneto E Os MagneticMen, Balas E Braceletes
- Número 04

Capa: Spiderboy
Histórias: Spiderboy,
X-Patrulha,
Speed Demon

### Amalgam Comics Volume II
- Iron Lantern: (Fusão entre Homem de Ferro e Lanterna Verde)
- Lobo The Duck: (Fusão entre Lobo e Howard, o Pato)